# كلير ماتيو
كلير ماتيو (بالفرنسية: Claire Mathieu)‏ هي رياضياتية وعَالِمَة حاسوب فرنسية، ولدت في 9 مارس 1965.

## وصلات خارجية
- الموقع الرسمي